# Équipe de Finlande féminine de football
Cet article traite de l'équipe féminine. Pour l'équipe masculine, voir Équipe de Finlande de football.
Maillots
L'équipe de Finlande féminine de football représente la Finlande dans les compétitions internationales d'équipes nationales de football féminin. Elle est intégrée à  l'Association finlandaise de football et est constituée par une sélection des meilleures joueuses finlandaises. La formation finlandaise a participé au Championnat d'Europe féminin de football 2005 et a obtenu une place en demi-finale, où la Finlande a perdu 4-1 face à l'Allemagne. L'UEFA a décerné le championnat d'Europe féminin de football 2009 à la Finlande, ce qui fait que le pays a été qualifié directement. La Finlande est éliminée en quart de finale, face à l'équipe d'Angleterre.
En juin 2025, la Finlande est classée 26e.

## Histoire

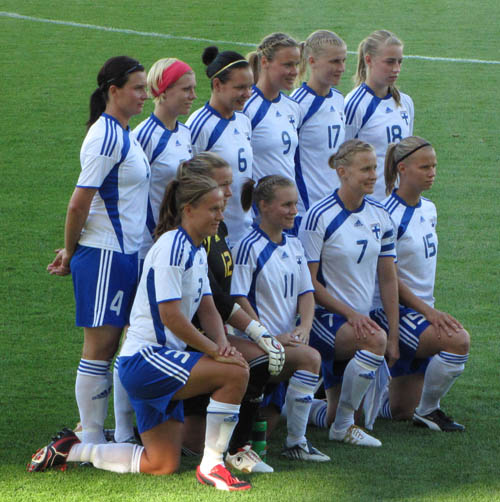
L'équipe de Finlande féminine de football en 2009.

### Les débuts de l'équipe nationale
L'émergence du football féminin commence, en Europe, à la fin des années 1960. Ce sont tout d'abord, les pays nordiques, avec la Finlande, la Suède et le Danemark, qui s'impliquent dans le démarrage du football féminin. Il y avait une attitude négative envers le football féminin, car pour certains, ce sport ne convenait pas aux femmes. Cette idée était importante chez les joueurs masculins et les entraîneurs,.
En Finlande, les compétitions de football féminin, débutent en 1971 et, peu après, l'Association finlandaise de football décide de lancer l'équipe nationale féminine finlandaise. En février 1973, le premier match joué oppose la Finlande à la Suède. C'est aussi le premier match féminin diffusé à la télévision. Il se joue à Mariehamn, le 5 août 1973 et se termine par un match nul (0-0). Le premier match gagné par la Finlande contre la Suède, en 1976, a lieu à Kallhäll (1-2). Le premier but de l'équipe nationale a été inscrit par Soile Malm (fi). Dans les premières années de l'équipe nationale, les matchs ont été principalement joués contre les autres pays nordiques. Au début, la plus importante compétition de l'équipe nationale a été le Championnat nordique de football, joué pour la première fois en 1974. La Norvège rejoint le football féminin en 1978.

## Classement FIFA
| Année              | 2003 | 2004 | 2005 | 2006 | 2007 | 2008 | 2009 | 2010 | 2011 | 2012 | 2013 | 2014 | 2015 | 2016 | 2017 | 2018 | 2019 | 2020 | 2021 | 2022 | 2023 |
| ------------------ | ---- | ---- | ---- | ---- | ---- | ---- | ---- | ---- | ---- | ---- | ---- | ---- | ---- | ---- | ---- | ---- | ---- | ---- | ---- | ---- | ---- |
| Classement mondial | 19   | 16   | 16   | 16   | 16   | 17   | 16   | 16   | 20   | 19   | 23   | 23   | 24   | 28   | 28   | 28   | 28   | 25   | 28   | 31   | 27   |
| Classement Uefa    | 12   | 9    | 9    | 9    | 9    | 10   | 9    | 9    | 12   | 11   | 14   | 14   | 15   | 17   | 17   | 17   | 18   | 17   | 17   | 20   | 18   |

## Palmarès

### Parcours enCoupe du monde
| Performances de la Finlande en Coupe du monde. \| Édition \| Performance \| J \| V \| N \| D \| BP \| BC \| \| ------- \| ------------- \| - \| - \| - \| - \| -- \| -- \| \| 1991 \| Non qualifiée \| - \| - \| - \| - \| - \| - \| \| 1995 \| Non qualifiée \| - \| - \| - \| - \| - \| - \| \| 1999 \| Non qualifiée \| - \| - \| - \| - \| - \| - \| \| 2003 \| Non qualifiée \| - \| - \| - \| - \| - \| - \| \| 2007 \| Non qualifiée \| - \| - \| - \| - \| - \| - \| \| 2011 \| Non qualifiée \| - \| - \| - \| - \| - \| - \| \| 2015 \| Non qualifiée \| - \| - \| - \| - \| - \| - \| \| 2019 \| Non qualifiée \| - \| - \| - \| - \| - \| - \| \| 2023 \| Non qualifiée \| - \| - \| - \| - \| - \| - \| \| 2027 \| À venir \| - \| - \| - \| - \| - \| - \| \| Total \| 0/10 \| 0 \| 0 \| 0 \| 0 \| 0 \| 0 \| |               |   |   |   |   |    |    |
| Édition | Performance   | J | V | N | D | BP | BC |
| 1991 | Non qualifiée | - | - | - | - | -  | -  |
| 1995 | Non qualifiée | - | - | - | - | -  | -  |
| 1999 | Non qualifiée | - | - | - | - | -  | -  |
| 2003 | Non qualifiée | - | - | - | - | -  | -  |
| 2007 | Non qualifiée | - | - | - | - | -  | -  |
| 2011 | Non qualifiée | - | - | - | - | -  | -  |
| 2015 | Non qualifiée | - | - | - | - | -  | -  |
| 2019 | Non qualifiée | - | - | - | - | -  | -  |
| 2023 | Non qualifiée | - | - | - | - | -  | -  |
| 2027 | À venir       | - | - | - | - | -  | -  |
| Total | 0/10          | 0 | 0 | 0 | 0 | 0  | 0  |

### Parcours enChampionnat d'Europe
| Performances de la Finlande à l'Euro. \| Édition \| Performance \| J \| V \| N \| D \| BP \| BC \| \| ------- \| --------------- \| -- \| - \| - \| - \| -- \| -- \| \| 1984 \| Non qualifiée \| - \| - \| - \| - \| - \| - \| \| 1987 \| Non qualifiée \| - \| - \| - \| - \| - \| - \| \| 1989 \| Non qualifiée \| - \| - \| - \| - \| - \| - \| \| 1991 \| Non qualifiée \| - \| - \| - \| - \| - \| - \| \| 1993 \| Non qualifiée \| - \| - \| - \| - \| - \| - \| \| 1995 \| Non qualifiée \| - \| - \| - \| - \| - \| - \| \| 1997 \| Non qualifiée \| - \| - \| - \| - \| - \| - \| \| 2001 \| Non qualifiée \| - \| - \| - \| - \| - \| - \| \| 2005 \| Demi-finale \| 4 \| 1 \| 1 \| 2 \| 5 \| 8 \| \| 2009 \| Quart de finale \| 4 \| 2 \| 0 \| 2 \| 6 \| 6 \| \| 2013 \| 1er tour \| 3 \| 0 \| 2 \| 1 \| 1 \| 6 \| \| 2017 \| Non qualifiée \| - \| - \| - \| - \| - \| - \| \| 2022 \| 1er tour \| 3 \| 0 \| 0 \| 3 \| 1 \| 8 \| \| 2025 \| 1er tour \| 3 \| 1 \| 1 \| 1 \| 3 \| 3 \| \| Total \| 5/14 \| 17 \| 4 \| 4 \| 9 \| 16 \| 31 \| |                 |    |   |   |   |    |    |
| Édition | Performance     | J  | V | N | D | BP | BC |
| 1984 | Non qualifiée   | -  | - | - | - | -  | -  |
| 1987 | Non qualifiée   | -  | - | - | - | -  | -  |
| 1989 | Non qualifiée   | -  | - | - | - | -  | -  |
| 1991 | Non qualifiée   | -  | - | - | - | -  | -  |
| 1993 | Non qualifiée   | -  | - | - | - | -  | -  |
| 1995 | Non qualifiée   | -  | - | - | - | -  | -  |
| 1997 | Non qualifiée   | -  | - | - | - | -  | -  |
| 2001 | Non qualifiée   | -  | - | - | - | -  | -  |
| 2005 | Demi-finale     | 4  | 1 | 1 | 2 | 5  | 8  |
| 2009 | Quart de finale | 4  | 2 | 0 | 2 | 6  | 6  |
| 2013 | 1er tour        | 3  | 0 | 2 | 1 | 1  | 6  |
| 2017 | Non qualifiée   | -  | - | - | - | -  | -  |
| 2022 | 1er tour        | 3  | 0 | 0 | 3 | 1  | 8  |
| 2025 | 1er tour        | 3  | 1 | 1 | 1 | 3  | 3  |
| Total | 5/14            | 17 | 4 | 4 | 9 | 16 | 31 |

## Sélectionneurs

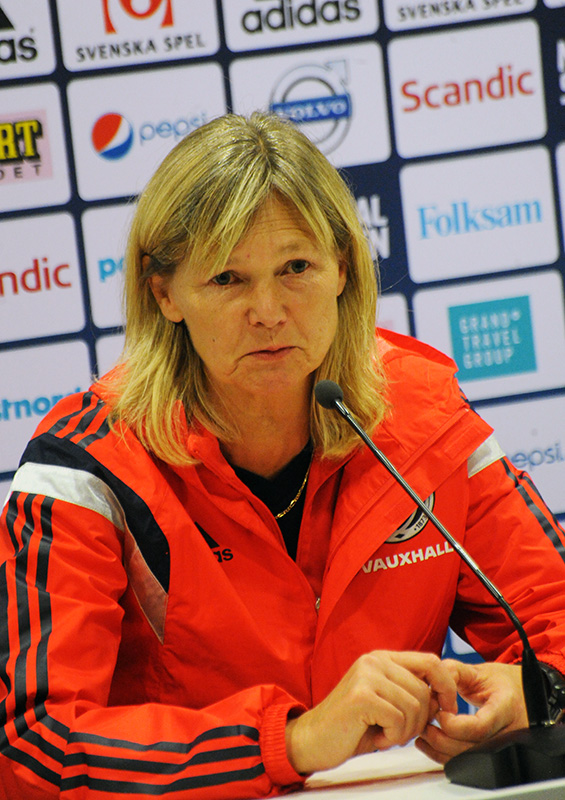
, entraîneuse de 2017 à 2022, de l'équipe de Finlande féminine de football.

Depuis 2022, Marko Saloranta est le sélectionneur de la Finlande après l'Euro 2022. Il a été précédé par  :
- Juhani Nirkkonen (fi) a été le premier sélectionneur de l'équipe nationale féminine. Il a travaillé pendant cinq ans, période au cours de laquelle la Finlande a joué très peu. La première année, il a été assisté par Roland Wiik (fi), entraîneur du HIFK. Nirkkonen a démissionné en 1977[5].
- Simo Syrjävaara (fi) était le sélectionneur temporaire en 1978[5].
- Kaj Österberg (fi) , est un ancien entraîneur national[6]. Il a débuté en tant que sélectionneur en 1979.
- Jyrki Nieminen (fi) a remplacé Österberg, à l'automne 1989. Il était assisté de Jutta Rautiainen (fi). En raison de ses mauvais résultats, Nieminen a décidé de ne pas rester en fonction, à la fin de son contrat, à l'automne 1992[7].
- Nils Suomalainen (fi) remplace Nieminen au printemps 1993.
- Reima Kokko (fi) était un choix surprenant pour un Finlandais. Il n'avait jamais vu de football féminin auparavant. Cependant, Kokko est parvenu à mener l'équipe finlandaise aux championnats du monde et aux championnats européens pendant sa saison 1996-2000. À la suite d'une défaite de la Finlande il décide de démissionner.
- Michael Kald a débuté comme sélectionneur, début 2001.
- Andrée Jeglertz (fi) est le premier sélectionneur étranger de l'équipe nationale féminine, au début de 2010. Il arrête, par déception, à la suite de l'élimination de la Finlande à la Coupe du monde de 2017[8].
- Marko Saloranta a assuré l'intérim jusqu'en août 2017, avant l'arrivée au poste d'Anna Signeul, auparavant responsable de l'équipe féminine écossaise et, dorénavant[9], sélectionneur en titre de celle de Finlande.
- Anna Signeul (fi), ancienne joueuse de football suédoise, est l'entraîneuse de l'équipe de Finlande féminine de football de 2017 à 2022[10].